# Safari humain de Kherson
Le « safari humain de Kherson » désigne la campagne de terreur par drones des forces armées russes contre les civils ukrainiens de la ville de Kherson et sa périphérie, près de la ligne de front. Cette campagne d'attaques s'intègre dans l'opération d'Invasion de l'Ukraine par la Russie et s'intensifie à partir de 2024.
Le ciblage répété et intentionnel des civils ukrainiens a conduit les habitants de la ville à utiliser le nom de « safari humain »,. L'expression a été reprise dans la presse pour la première fois par Zarina Zabrisky en juillet et août 2024.
Le Haut-Commissariat des Nations unies aux droits de l'homme a qualifié ces attaques de Crime contre l'humanité,,. Un rapport de Human Rights Watch a également confirmé les forces armées russes comme coupables d'attaques contre des civils, de meurtres et de terreur en tant que crimes de guerre et crimes contre l'humanité,.

## Contexte
La ville de Kherson, le long du Dniepr, est occupée par la Russie dès les premiers jours de son invasion de l'Ukraine, avant d'être libérée au cours de l'automne 2022, lors d'une contre-offensive réussie. Les forces russes sont repoussées sur la rive gauche du Dniepr, au sud de Kherson, à moins d'un kilomètre des rives de la ville. Cela place de nombreux quartiers résidentiels à portée des snipers et de l'artillerie russes, en plus des attaques quotidiennes de missiles et bombes aériennes.

## Déroulement

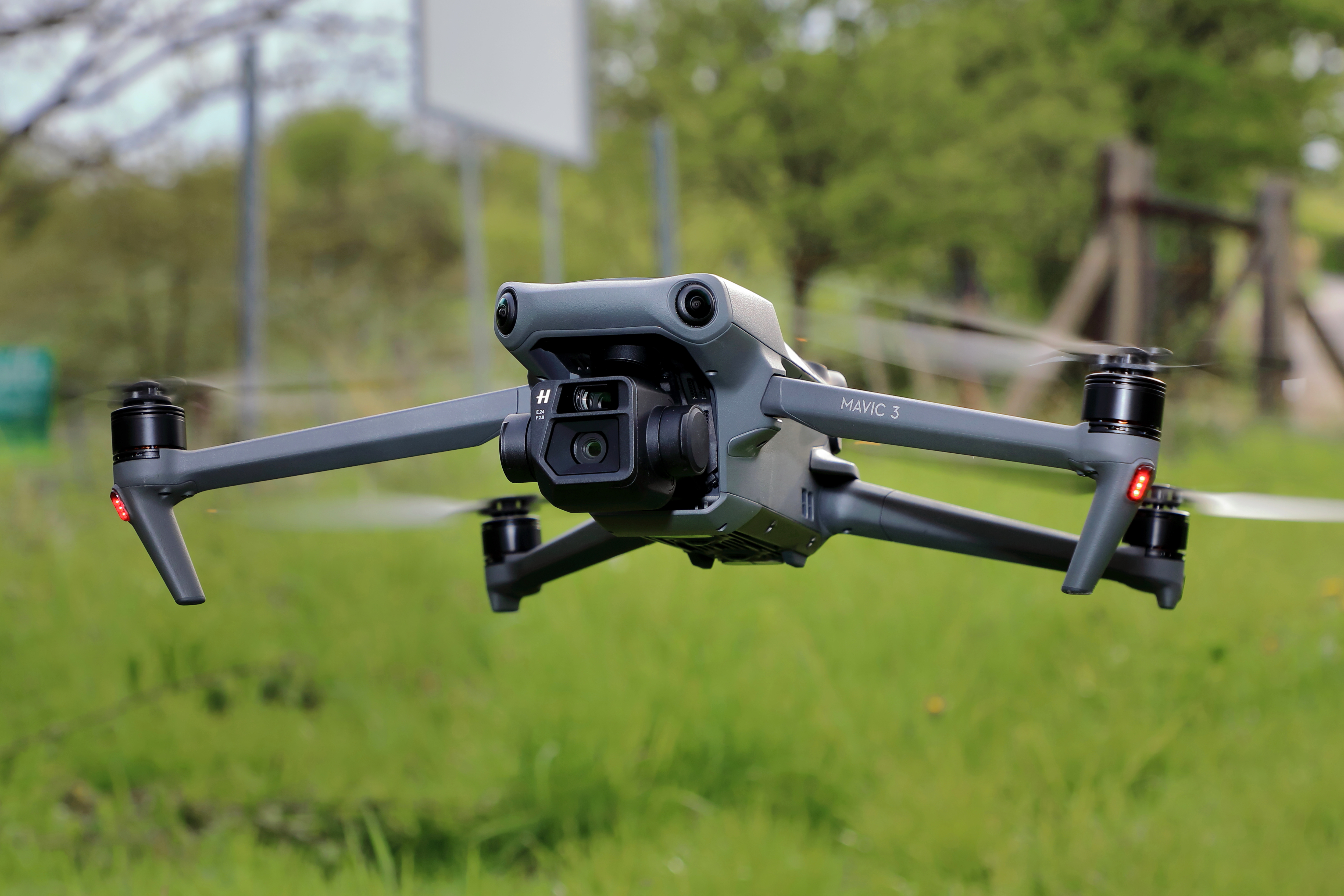
Un DJI Mavic, un des types de drones utilisés pour terroriser, traquer et abattre impitoyablement les civils dans les rues.

À partir de fin mai 2024, les russes commencent à attaquer les civils avec des drones de courte portée. En juillet 2024, la journaliste américaine Zarina Zabrisky indique qu'elle ne reconnaît plus la ville à cause des attaques de drones incessantes qui ont « complétement changé la dynamique de vie et empêchent de sortir à l'extérieur en sécurité ».
Les explosifs, des grenades, ou des mines antipersonnel,,, lâchées depuis un drone quadrirotor ou des munitions de drones FPV, bien que d'une faible puissance, peuvent tuer sur le coup s'ils explosent à proximité d'un être vivant. Parfois composés d'éclats de shrapnel, ils peuvent également blesser à une distance importante. Les munitions causent également des dégâts aux véhicules et aux habitations,,.
Selon le Kyiv Post, la moitié des victimes à Kherson en juillet et août 2024 ont été blessées par des drones, avec jusqu'à cent attaques par jour et 3 000 attaques de drones sur des civils ont eu lieu en septembre 2024.
Un rapport de la mission de surveillance du Haut Commissariat des droits de l'homme en Ukraine de l'ONU publié le 11 février 2025  indique que 70% des victimes ont été la cible de ces drones.
Le Washington Post a décrit la situation de Kherson comme atypique : la proximité des troupes russes leur permet d'utiliser des drones légers au lieu d'utiliser des armes de longue portée pour attaquer les civils.
Le 27 mars 2025, l'utilisation combinée par les russes de frappes d'artillerie suivi de l'envoi de drones sur la zone pour viser les secouristes arrivés sur les lieux a été documentée.
Les victimes sont des civils ordinaires : passagers attendant leurs bus ou voyageant dedans,,,,,,,,,,,, enfants jouant dans les parcs,,, bébé dans le jardin de la maison familiale,, employés de la voirie,, cyclistes,,,, personnes âgées faisant leurs courses et piétons,,,,,,,,,,,,,,,,,,, automobilistes,,,,,,,,,,,,,,,,,,,,,, taxis,,, pêcheur, ambulanciers,,,,, pompierset sapeurs, humanitaires,,,,,,,, employés se rendant à leur travail,,,,,,,,,,,,,, patients et personnel de l'hôpital,,,,, personnes en deuil se rendant au funérarium,.
Les dronistes russes visent également les maisons avec des bombes incendiaires ou des munitions embarquées,et larguent des mines antipersonnel,, dans les rues.

## Rapport de l'ONU
Le Haut-Commissariat des Nations unies aux droits de l'homme a qualifié ces attaques de Crime contre l'humanité, dans son rapport du 28 mai 2025 et a déclaré les forces armées russes coupables de meurtres, de transferts forcés, d'attaques contre des civils et d'atteintes à la dignité des personnes, qui constituent des crimes de guerre et des crimes contre l'humanité. Les attaques ont été jugées généralisées et dirigées contre la population civile :
"La population civile des zones touchées par les attaques de drones vit dans une peur constante. Les habitants prennent des risques chaque fois qu'ils sortent, car ils craignent d'être frappés par des drones. Beaucoup attendent les jours nuageux pour sortir, ou s'abritent sous les arbres, lorsque c'est possible. La peur est renforcée par les messages fréquemment postés sur Telegram, tels que « Sortez de la ville avant que les feuilles ne tombent, vous qui êtes destinés à mourir ». Les circonstances des attaques, les vidéos et les messages explicites de menace démontrent que les forces armées russes et ceux qui les soutiennent ont commis des actes ou des menaces de violence dans le but principal de répandre la terreur parmi la population civile, en violation du droit international humanitaire. À propos des soldats russes, un professionnel de la santé d'un hôpital de Kherson a déclaré : "Ils ne font que poursuivre et chasser la population civile : "Ils ne font que poursuivre et chasser des civils qui se rendent à leur travail ou promènent leur chien. Ils larguent des explosifs à partir de drones comme s'il s'agissait d'un jeu vidéo".
L'ampleur et l'intensité des attaques de drones contre les civils et les biens de caractère civil, ainsi que la destruction des maisons et des infrastructures de base, le ciblage de tous les moyens de transport et les attaques contre les services d'urgence et de secours, ont rendu les zones touchées invivables et n'ont laissé à de nombreux habitants d'autre choix que de fuir. Les attaques récurrentes de drones, les vidéos largement diffusées les montrant et les nombreux messages exhortant explicitement la population à partir suggèrent une politique coordonnée de l'État et des autorités russes, pour forcer la population de la province de Kherson à quitter la région. Le Haut-Commissariat conclut donc que les forces armées russes pourraient avoir commis le crime contre l'humanité de transfert forcé de population."